# 中國金屬再生資源
中國金屬再生資源（控股）有限公司（港交所除牌前0773.HK，簡稱中金再生）是一間從事廢金屬回收再加工的公司。中國金屬再生資源是由秦志威及王學良於2000年在香港創立，公司總部設在廣州。現時中國金屬再生於香港、廣州及張家港設有回收加工廠，把鋼鐵及銅等廢金屬回收再造。
中國金屬再生資源使用電弧爐將廢金屬加工再造，較使用高爐煉鋼節省鐵礦石及焦炭，而且可減少能源消耗及污染排放。
2009年1月，中國金屬再生資源旗下位於香港茶果嶺道的亞洲環保回收場遭人投擲汽油彈襲擊，而同一地點之前亦曾發生多宗火警及縱火案。

## 上市
2009年6月，中國金屬再生資源於香港交易所上市，招股價為5.18港元，集資17.87億元，首日上市較招股價上升22%。同年11月，中國金屬再生資源公佈首席財務總監兼副行政總裁王學良辭職，原因是公司董事會未能澄清他提出的擔憂及被拒絕查看財務資料，公司澄清旗下資訊科技部門為儲存財務資料的伺服器進行升級，因而令王學良未能透過電腦查看財務數據庫的資料，並指公司及董事會否認王學良的指稱。消息公佈後下一個交易日，公司股價最多下跌45.4%，收市仍跌24%。其後，中國金屬再生資源位於灣仔會展廣場的總部被人放置可疑包裹。

### 帳目問題、停牌及除牌
2013年1月27日中國金屬再生資源公布，控股股東兼主席秦志威將向央企中国节能环保集团公司出售3.41億股，佔已發行股本的29%，套現34億元。收購完成後秦志威旗下Wellrun Ltd.仍持有中金再生已發行股本約23.1%，不再為公司的控股股東，中國節能環保將持有29%權益，成為公司的單一最大股東。但在消息公佈的第三日靠沽空獲利的研究機構Glaucus，指控帳目造假，之後公司即時停牌至今。雖然公司管理層曾與港交所接觸，圖以發出一份詳細的澄清通告並在短期內復牌，但最終不被港交所接納。同年7月被香港證監會罕見地動用《證券及期貨條例》第212條權力，入稟香港高等法院，申請將公司清盤，而法庭資料未有披露中金再生是否欠債不還等詳情。按2012年6月底止的中期報告公司資金17億港元，應收賬近130億港元。7月26日香港高等法院頒布命令，委任保華顧問有限公司的保國武（Cosimo Borrelli）及徐麗雯為公司臨時清盤人，並於8月2日發還法庭就是否繼續委任臨時清盤人進行聆訊。同日香港警務處的商業罪案調查科已到公司於中環辦公室及多個地點上門搜證，因有證據顯示，公司上市時在招股章程及2009年年報內，誇大公司財政狀況，公司的業務規模及其主要附屬公司的收益亦被誇大。並拘捕一名46歲林姓本地男子，以及一名42歲黎姓本地女子。兩名被捕男女獲准保釋候查，須於9月下旬向警方報到。7月30日上午警方再就案件再拘捕一名37歲姓梁男子涉嫌偽造帳目，預計被通宵扣查。
另外，中金再生其中一名最大客戶廣州珠鋼於2011年開始停產，但中金再生從未披露有關資料。而中金再生與廣州鋼鐵和廣州珠鋼合資成立的廣州珠鋼碼頭有限公司的45%股權亦被拍賣。
2016年2月4日，根據港交所發出通告，由於中金再生於2016年1月17日前並無提交任何建議方案為該等事項作出補救，因此以按照《上市規則》 的規定予以取消。
2019年9月，秦志威的妻子黎煥賢及公司一名女經理被控串謀詐騙，虛報公司的業績。

## 後續

### 中金再生
於2020年1月23日秦志威妻子黎煥賢與公司行政經理因串謀秦志威詐騙罪名於香港高等法院分別被判囚7年及8年。主要人物秦志威，據報已於2016年棄保潛逃。據悉，警方在2016年上旬正式落案檢控當日，發現秦志威於一兩個月前已棄保潛逃，而根據出入境紀錄，秦於2016年初最後一次離港，當時目的地為中國內地。
秦志威妻子黎煥賢在香港面對刑事起訴的同時，秦志威棄保潛逃，於內地以營運中金再生的手法繼續做生意。秦志威據稱是廣東好車控股有限公司的董事長。而廣東好車控股有限公司的前股東及前董事當中亦有曾經參與中金再生營運人士。據悉，香港警方早於2016年開始全球通緝秦志威，至今沒有停止。

## 外部連結
- 香港法例第571章《證券及期貨條例》第212條清盤令及破產令（页面存档备份，存于）雙語法例資料系統 第128-129頁